# 概念地図
概念地図（がいねんちず）または概念マップ（英: Concept map）とは、概念間の関係を示した図である。概念と概念をラベル付きの矢印で連結し、全体として上から下に分岐していく階層構造になっている。概念同士の連結は、「AはBを増大させる」、「AはBを引き起こす」、「AはBに必要とされている」、「AはBに寄与する」といった関係を表している。概念地図法 または概念マッピング(concept mapping) は、様々な概念の関係を視覚化する技法（概念地図の作成技法）である。

## 歴史

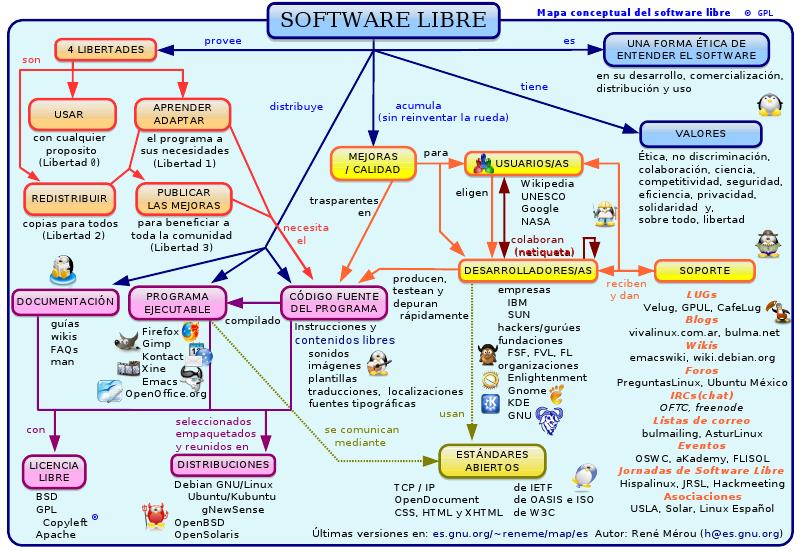
概念マップの例（スペイン語）

概念地図法は、コーネル大学のジョセフ・D・ノヴァクらが1970年代に開発したもので、学生の科学的知識を表現する手段として考案されたものであった。その後、各種教育のツールとして使われ、同時に個人やチームの専門知識の表現方法として、教育だけでなく、企業や政府でも使われるようになっていった。
概念地図は、教育における構成主義が源流となっている。特に構成主義者は、学習者が活発に知識を構成すると考えている。
ノヴァクの概念地図は、デイヴィッド・オーズベルの認知理論に基づくもので、彼は新たな概念を学ぶには事前の知識が重要だとした。
「学習の最も重要な要因は、学習者が何を既に知っているかである。これを確かめた上で、それに応じて教えなさい。」
ノヴァクは6歳の生徒達に概念地図の作り方を教え、「水って何?」とか「季節はどうしてあるの?」といった質問の答を概念地図で表現させた。
彼の著書 Learning How to Learn の中で、ノヴァクは「有意味学習は、既存の認知構造への新たな概念と命題の同化に関係している」と書いている。

## 用途
概念地図はアイデアを生み出す刺激として使われ、創造力を促進する作用があると考えられている。例えば、ブレインストーミングでも概念地図が使われることがある。概念地図には特殊化したものが多いが、複雑なアイデアを伝達する手段として使われる。
定型化された概念地図はソフトウェア設計で使われ、広く使われている統一モデリング言語の図の規定や書き方は概念地図に近い。
概念地図法はオントロジー構築の第一段階と見ることもでき、形式的論証を柔軟に表現するのにも使える。
概念地図は、教育やビジネスの以下のような場面で広く使われている。
- 文献などから鍵となる概念を拾い集め、要約し、それらの関係や階層を与える。
- 新たな知識の生成。すなわち、暗黙知を組織的なリソースに変換し、共有可能な知識にマッピングする。
- 制度的な知識の保存。例えば、退職前の従業員の専門知識を概念地図化することで、共有可能にする。
- 協調的知識モデリングと専門知識の転送
- チームや組織におけるビジョンや理解の共有を容易にする。
- 教育設計: 概念地図はオースーベル派のいう "advanced organizers" としても使われ、その後の情報や学習のための概念フレームのたたき台を提供する。
- トレーニング: 概念地図はオースーベル派のいう "advanced organizers" としても使われ、トレーニングと対象者の職務、組織の戦略目的、トレーニングの目標との関係を表現する。
- 複雑なアイデアや主張を構造的に詳細化し、説明する。
- メタ認知（学習とは何かを学び、知識とは何かを考える）
- 言語能力の強化
- 学習者の理解度（概念間の関係など）の評価

### マインドマッピングとの比較
概念地図法と似たようなものとしてマインドマッピングがある。これは、放射状の階層と木構造に限定されることが多い。アイデアやプロセスや組織を視覚化する様々なスキーマや技法の中でも、ノヴァクの概念地図法は「概念や概念で構成される命題を、知識構造と意味構築の中心に据える」という哲学に基づいている点で特異である。
知識は、脳内の宣言的記憶の上で動作する産物（チャンク、命題）として格納されているという実験結果がある。概念地図は宣言的記憶システムの構成を反映するよう構築されているので、概念地図の作者と利用者にとって、わかりやすい有意味学習が容易になる。
概念地図は科学における有意味学習を強化するために開発された。よく書けた概念地図は明示的な「しぼりの質問 (focus question)」で定義される「コンテキストフレーム」内で成長するが、マインドマップは単に中央から放射状に伸びる枝があるだけということが多い。
概念地図法とマインドマッピングの別の違いは、マインドマップ作成時の早さと自発性である。マインドマップはある1つの主題についての考えを反映するもので、ブレインストーミングのたたき台に適している。概念地図は、現実の（抽象的な）システムや概念群の地図であり、システム的観点である。また、概念地図は中心が複数存在したり、連結されない概念群が共存したりといった自由な形式であるのに対して、マインドマップは1つの中心から放射状に成長する。